# Gil Moore
Gil Moore es un baterista y vocalista (que comparte vocales con el guitarrista y vocalista Rik Emmett) de la banda canadiense de hard rock Triumph.
El estilo de Gil Moore fue une reminiscencia de otros bateristas de hard rock, heavy metal y rock progresivo, como John Bonham, baterista de Led Zeppelin y Neil Peart de Rush.
Moore coescribió y contribuyó a cantar muchas canciones de Triumph en las grabaciones de los álbumes y en los conciertos en vivo. Moore es propietario de los estudios Metalworks Studios, que se localizan en Mississauga, Ontario, Canadá.  Metalworks Studios ha grabado para Guns N' Roses, Aerosmith, Katy Perry, The Black Eyed Peas y los Jonas Brothers, entre otros.